# Giovanni II di Schleswig-Holstein-Haderslev

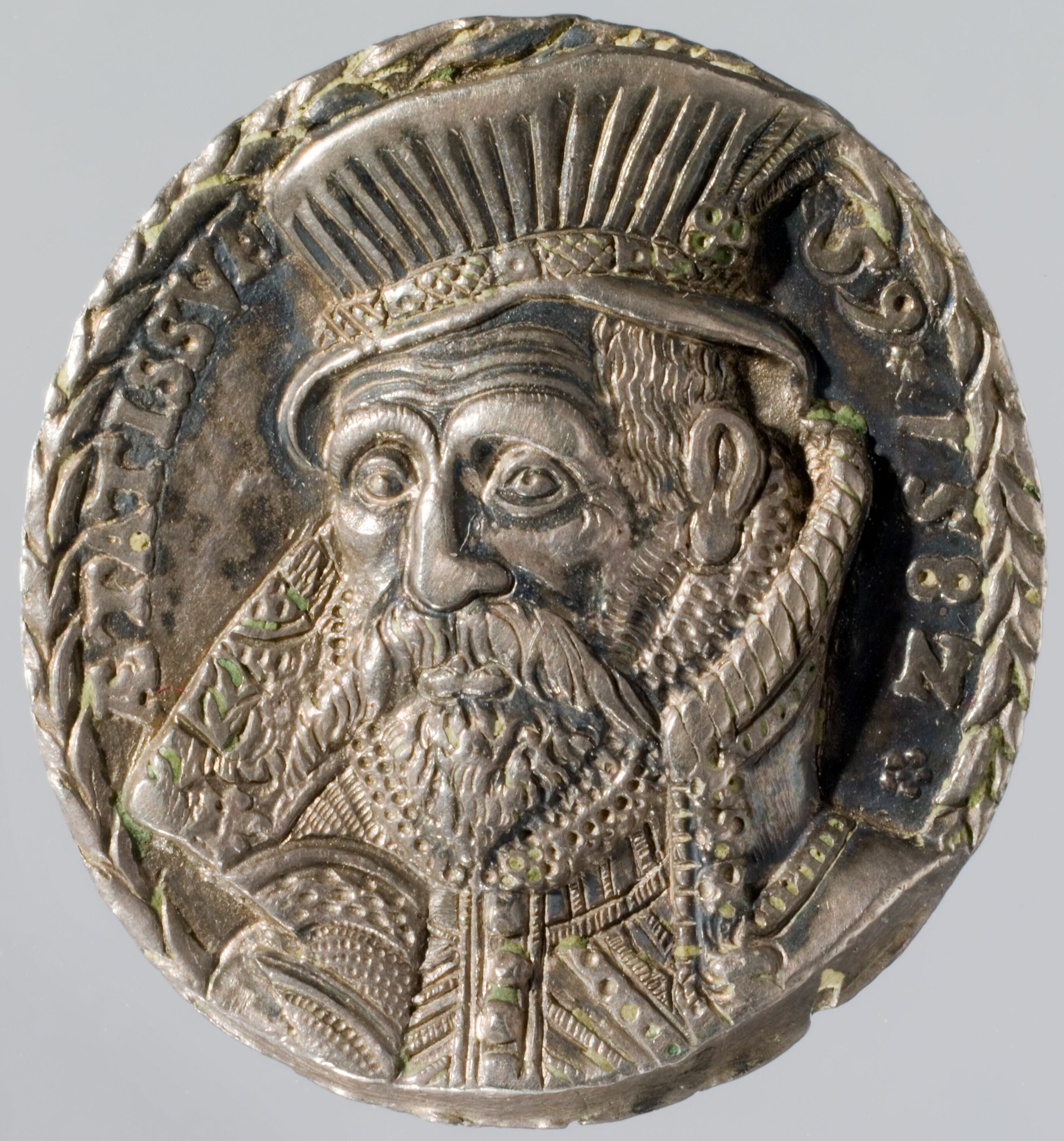
Giovanni di Schleswig-Holstein-Haderslev

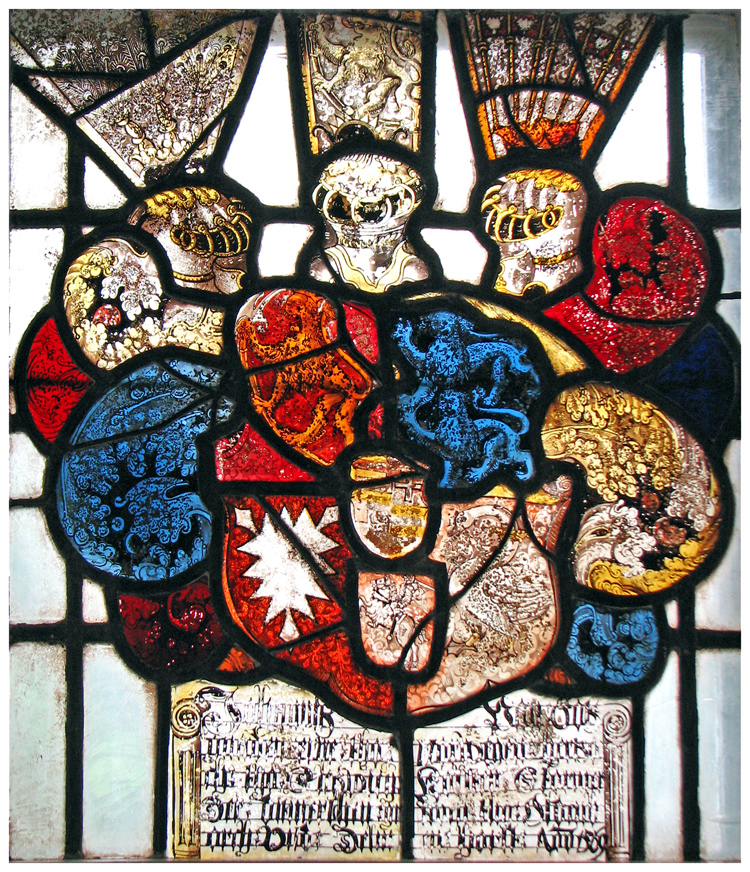
Vetrata raffigurante lo stemma del duca Giovanni

Giovanni di Oldenburg (Haderslev, 29 giugno 1521 – Haderslev, 1º ottobre 1580) è stato un principe danese e duca di Schleswig-Holstein-Haderslev.

## Biografia
Era figlio del re Federico I di Danimarca e della seconda consorte Sofia di Pomerania, figlia del re Boghislao X di Pomerania.
Come possibile erede al trono, Giovanni ricevette una appropriata educazione presso la corte di suo cognato Alberto I di Prussia a Königsberg, dove venne mandato a stare per alcuni anni. Si trattava di un feudo compreso all'interno del ducato luterano di Prussia, poi reso uno stato laico dai cavalieri teutonici nel 1525. Il successo di questa politica avrebbe influenzato la comprensione delle dinamiche politiche e dello stato da parte di Giovanni, anche se egli non divenne mai un principe regnante autonomamente.
Dal 1544 Giovanni ricoprì il ruolo di duca di Schleswig-Holstein insieme al fratello Adolfo e al fratellastro Cristiano III di Danimarca. Pose come propria residenza amministrativa il castello di Haderslev, successivamente fece costruire il castello di Hansborg, un magnifico palazzo rinascimentale posto a est della città.
Il territorio di sua competenza comprendeva la contea di Haderslev, incluse le città di Tørning, Tønder e Løgumkloster e l'isola di Nordstrand e Fehmarn nello Schleswig, più Rendsburg e alcune più piccole comunità nel Holstein.
Durante il suo regno Giovanni aderì alla Riforma protestante e fondò diverse istituzioni sociali e scolastiche note a Haderslev con il nome di Ospedali del duca Giovanni. Introdusse inoltre importanti riforme nel sistema giudiziario e diede avvio a un programma di protezione delle coste marittime.
Nel Giovanni, Adolfo e Federico II di Danimarca, succeduto al padre Cristiano III, occuparono la repubblica indipendente di Dithmarschen e la divisero tra loro.
Quando Giovanni morì nel 1580, senza eredi, il suo territorio venne diviso tra Adolfo e Federico.

## Ascendenza
|                                             |                              |                                   | Genitori                                  |  |  | Nonni |  |  | Bisnonni              |  |  | Trisnonni                |  |
|                                             |                              |                                   |                                           |  |  |       |  |  | Dietrich di Oldenburg |  |  | Cristiano V di Oldenburg |  |
|                                             |                              |                                   |                                           |  |  |       |  |  | Dietrich di Oldenburg |  |  | Cristiano V di Oldenburg |  |
|                                             |                              | Agnese di Holstein-Heringen       |                                           |  |  |       |  |  | Dietrich di Oldenburg |  |  |                          |  |
| Cristiano I di Danimarca                    |                              |                                   |                                           |  |  |       |  |  | Dietrich di Oldenburg |  |  |                          |  |
|                                             |                              | Edvige di Schauenburg             | Gerardo VI di Schleswig-Holstein          |  |  |       |  |  |                       |  |  |                          |  |
|                                             |                              | Edvige di Schauenburg             | Gerardo VI di Schleswig-Holstein          |  |  |       |  |  |                       |  |  |                          |  |
|                                             |                              | Edvige di Schauenburg             | Caterina Elisabetta di Brunswick-Lüneburg |  |  |       |  |  |                       |  |  |                          |  |
| Federico I di Danimarca                     |                              | Edvige di Schauenburg             |                                           |  |  |       |  |  |                       |  |  |                          |  |
|                                             |                              | Giovanni l'Alchimista             | Federico I di Brandeburgo                 |  |  |       |  |  |                       |  |  |                          |  |
|                                             |                              | Giovanni l'Alchimista             | Federico I di Brandeburgo                 |  |  |       |  |  |                       |  |  |                          |  |
|                                             |                              | Giovanni l'Alchimista             | Elisabetta di Baviera-Landshut            |  |  |       |  |  |                       |  |  |                          |  |
| Dorotea di Brandeburgo-Kulmbach             |                              | Giovanni l'Alchimista             |                                           |  |  |       |  |  |                       |  |  |                          |  |
|                                             |                              | Barbara di Sassonia-Wittenberg    | Rodolfo III di Sassonia-Wittenberg        |  |  |       |  |  |                       |  |  |                          |  |
|                                             |                              | Barbara di Sassonia-Wittenberg    | Rodolfo III di Sassonia-Wittenberg        |  |  |       |  |  |                       |  |  |                          |  |
|                                             |                              | Barbara di Sassonia-Wittenberg    | Barbara di Legnica                        |  |  |       |  |  |                       |  |  |                          |  |
| Giovanni II di Schleswig-Holstein-Haderslev |                              | Barbara di Sassonia-Wittenberg    |                                           |  |  |       |  |  |                       |  |  |                          |  |
|                                             | Eric II di Pomerania-Wolgast | Vartislao IX di Pomerania-Wolgast |                                           |  |  |       |  |  |                       |  |  |                          |  |
|                                             | Eric II di Pomerania-Wolgast | Vartislao IX di Pomerania-Wolgast |                                           |  |  |       |  |  |                       |  |  |                          |  |
|                                             | Eric II di Pomerania-Wolgast | Sofia di Sassonia-Lauenburg       |                                           |  |  |       |  |  |                       |  |  |                          |  |
| Bogislao X di Pomerania                     | Eric II di Pomerania-Wolgast |                                   |                                           |  |  |       |  |  |                       |  |  |                          |  |
|                                             |                              | Sofia di Pomerania-Stolp          | Bogislao IX di Pomerania                  |  |  |       |  |  |                       |  |  |                          |  |
|                                             |                              | Sofia di Pomerania-Stolp          | Bogislao IX di Pomerania                  |  |  |       |  |  |                       |  |  |                          |  |
|                                             |                              | Sofia di Pomerania-Stolp          | Maria di Masovia                          |  |  |       |  |  |                       |  |  |                          |  |
| Sofia di Pomerania                          |                              | Sofia di Pomerania-Stolp          |                                           |  |  |       |  |  |                       |  |  |                          |  |
|                                             |                              | Casimiro IV di Polonia            | Ladislao II di Polonia                    |  |  |       |  |  |                       |  |  |                          |  |
|                                             |                              | Casimiro IV di Polonia            | Ladislao II di Polonia                    |  |  |       |  |  |                       |  |  |                          |  |
|                                             |                              | Casimiro IV di Polonia            | Sofia Alšėniškė                           |  |  |       |  |  |                       |  |  |                          |  |
| Anna Jagellona                              |                              | Casimiro IV di Polonia            |                                           |  |  |       |  |  |                       |  |  |                          |  |
|                                             |                              | Elisabetta d'Asburgo              | Alberto II d'Asburgo                      |  |  |       |  |  |                       |  |  |                          |  |
|                                             |                              | Elisabetta d'Asburgo              | Alberto II d'Asburgo                      |  |  |       |  |  |                       |  |  |                          |  |
|                                             |                              | Elisabetta d'Asburgo              | Elisabetta di Lussemburgo                 |  |  |       |  |  |                       |  |  |                          |  |
|                                             |                              | Elisabetta d'Asburgo              |                                           |  |  |       |  |  |                       |  |  |                          |  |

## Fonti
- Thomas Otto Achelis: Haderslev i gamle Dage 1292-1626 , Haderslev, 1929
- Troels Fink: Hertug Hans den Ældre , in: Sønderjyske Årbøger , 1997, p. 37-58
- Lennart S. Madsen: Junker hertug Hans Christian og den Ældre , in: Inge Adriansen, Lennart S. Madsen e Carsten Porskrog Rasmussen: De slesvigske hertuger , Aabenraa, 2005, p. 87-118
- Emilie Andersen (ed.): De Hansborgske Registranter, due volumi, Copenaghen 1943 e il 1949
- Emilie Andersen (ed.): De Hansborgske Domme 1545-1578 , tre volumi, Copenaghen, 1994